# 절댓값 (대수학)
대수학 및 대수적 수론에서 절댓값(絶對값, 영어: absolute value)은 정역의 원소의 크기를 측정하는 실수 함수이다. 초등 수학에서의 절댓값을 일반화한다.

## 정의
정역 {\displaystyle D} 위의 절댓값은 다음 조건들을 만족시키는 함수 {\displaystyle |\cdot |\colon D\to \mathbb {R} _{\geq 0}}이다.:116, Definition 3.1
- 임의의 {\displaystyle x\in D}에 대하여, {\displaystyle |x|=0\iff x=0}
- 임의의 {\displaystyle x,y\in D}에 대하여, {\displaystyle |xy|=|x||y|}
- (삼각 부등식) 임의의 {\displaystyle x,y\in D}에 대하여, {\displaystyle |x+y|\leq |x|+|y|}

정역 {\displaystyle D} 위의 절댓값은 그 분수체 {\displaystyle K=\operatorname {Frac} D} 위로 다음과 같이 확장할 수 있다.
{\displaystyle |x/y|=|x|/|y|\qquad \forall x,y\in D}
절댓값을 갖춘 정역 {\displaystyle (D,|\cdot |)} 위에는 다음과 같이 거리 함수를 정의하여, 거리 공간으로 만들 수 있다.
{\displaystyle d(x,y)=|x-y|}
절댓값의 공리에 따라, {\displaystyle |1|=|-1|=1}이다. 또한, 다음이 성립함을 보일 수 있다.
{\displaystyle |n|\leq n\qquad \forall n\in \mathbb {N} }

### 비아르키메데스 절댓값
정역 {\displaystyle D} 위의 절댓값 {\displaystyle |\cdot |}에 대하여, 다음 두 조건이 서로 동치이며, 이를 만족시키는 절댓값을 비아르키메데스 절댓값(영어: non-Archimedean absolute value)이라고 한다.
- (초거리 부등식)  임의의 {\displaystyle x,y\in D}에 대하여, {\displaystyle |x+y|\leq \max\{|x|,|y|\}}
- {\displaystyle \{|\overbrace {1+1+\cdots +1} ^{n}|\colon n\in \mathbb {N} \}}이 유계 집합이다.

비아르키메데스 절댓값이 아닌 절댓값을 아르키메데스 절댓값(영어: Archimedean absolute value)이라고 한다.
비아르키메데스 절댓값의 로그를 취하면, {\displaystyle a\mapsto -\log |a|}는 값매김을 이룬다. 반대로, 실수 덧셈군(의 부분군)을 값군으로 갖는 값매김 {\displaystyle v}가 주어졌다면, 그 지수 함수 {\displaystyle a\mapsto \exp(-v(a))}는 비아르키메데스 절댓값을 이룬다.
비아르키메데스 절댓값 {\displaystyle |\cdot |}을 갖춘 체 {\displaystyle K}에 대하여, 절댓값이 1 이하인 원소들은 값매김환을 이룬다. 이를 {\displaystyle K}의 {\displaystyle |\cdot |}에 대한 정수환(영어: ring of integers)이라고 한다.

### 자리
같은 정역 {\displaystyle D} 위의 두 절댓값 {\displaystyle |\cdot |}, {\displaystyle |\cdot |'}에 대하여, 다음 조건들이 서로 동치이며, 이 조건이 성립한다면 두 절댓값들이 서로 동치라고 한다.
- 임의의 {\displaystyle x\in D}에 대하여, 만약 {\displaystyle |x|<1}이면 {\displaystyle |x|'<1}이다.
- 임의의 {\displaystyle x\in D}에 대하여, {\displaystyle |x|<1}과 {\displaystyle |x|'<1}이 동치이다.
- {\displaystyle |\cdot |}과 {\displaystyle |\cdot |'}은 {\displaystyle D} 위에 같은 위상을 정의한다.
- {\displaystyle |\cdot |=|\cdot |^{s}}인 양의 실수 {\displaystyle s\in \mathbb {R} ^{+}}가 존재한다.

절댓값의 동치는 동치 관계이며, 이에 대한 자명하지 않은 동치류를 자리(영어: place)라고 한다.

### 완비화
절댓값을 갖춘 정역 {\displaystyle D}는 거리 공간을 이루므로, 코시 열을 정의할 수 있으며, 이들은 각 성분의 덧셈과 곱셈에 대하여 가환환을 이룬다. 절댓값들이 0으로 수렴하는 코시 열 {\displaystyle (x_{i})_{i\in \mathbb {N} }\subset D}들은 코시 열들의 환의 소 아이디얼을 이루며, 따라서 그 몫환은 정역을 이룬다. 이 정역을 {\displaystyle D}의 절댓값 {\displaystyle |\cdot |}에 대한 완비화(영어: completion)라고 한다. 이는 거리 공간으로서의 완비화와 일치한다.

## 예
임의의 정역 {\displaystyle D} 위의 자명 절댓값(영어: trivial absolute value)은 다음과 같다.
{\displaystyle |x|_{0}={\begin{cases}0&x=0\\1&x\neq 0\end{cases}}}
유리수체와 실수체, 복소수체의 경우, 초등 수학의 절댓값은 대수적 절댓값을 이룬다.
{\displaystyle |\cdot |_{\mathbb {R} }\colon x\mapsto {\begin{cases}x&x\geq 0\\-x&x<0\end{cases}}}
{\displaystyle |\cdot |_{\mathbb {C} }\colon x+iy\mapsto {\sqrt {x^{2}+y^{2}}}}

### 𝔭진 절댓값
데데킨트 정역 {\displaystyle D}가 주어졌을 때, {\displaystyle D}의 영 아이디얼이 아닌 소 아이디얼 {\displaystyle {\mathfrak {p}}}에 대하여 {\displaystyle {\mathfrak {p}}}진 절댓값(영어: {\displaystyle {\mathfrak {p}}}-adic absolute value) {\displaystyle |\cdot |_{\mathfrak {p}}}은 {\displaystyle D} 위의 절댓값이며, 다음과 같다.
{\displaystyle |x|_{\mathfrak {p}}={\begin{cases}0&x=0\\\exp(-n)&(x)={\mathfrak {p}}^{n}{\mathfrak {q}},\qquad {\mathfrak {p}}\nmid {\mathfrak {q}},\qquad n\in \mathbb {N} \end{cases}}}
이는 물론 {\displaystyle \operatorname {Frac} D} 위의 절댓값으로 확대할 수 있다.

### 대수적 수체
오스트롭스키 정리(Островский定理, 영어: Ostrowski theorem)에 따르면, 대수적 수체 {\displaystyle K} 위의 자리들의 목록은 다음과 같다.
- 자명 절댓값 {\displaystyle |\cdot |_{0}}과 동치인 자리. 이를 자명 자리(영어: trivial place)라고 한다.
- 대수적 정수환 {\displaystyle {\mathcal {O}}_{K}}의 소 아이디얼 {\displaystyle {\mathfrak {p}}}에 대하여, {\displaystyle {\mathfrak {p}}}진 절댓값의 자리. 이를 유한 자리(영어: finite place)라고 한다.
- 실수로의 매장 {\displaystyle \iota \colon K\hookrightarrow \mathbb {R} }에 대하여, {\displaystyle |\cdot |_{\iota }=|\cdot |_{\mathbb {R} }\circ \iota }. 여기서 {\displaystyle |\cdot |_{\mathbb {R} }}는 실수 위의 표준 절댓값이다. 이 절댓값과 동치인 자리를 실 무한 자리(영어: real infinite place)라고 한다.
- 복소수로의 매장 {\displaystyle \iota \colon K\hookrightarrow \mathbb {C} }에 대하여 ({\displaystyle \iota (K)\not \subset \mathbb {R} }), {\displaystyle |\cdot |_{\iota }=|\cdot |_{\mathbb {C} }\circ \iota }. 여기서 {\displaystyle |\cdot |_{\mathbb {C} }}는 복소수 위의 표준 절댓값이다. 이 경우, {\displaystyle \iota }와 {\displaystyle {\bar {\iota }}}는 같은 절댓값을 정의한다. 이 절댓값과 동치인 자리를 복소 무한 자리(영어: complex infinite place)라고 한다.

예를 들어, 유리수체의 자리의 목록은 다음과 같다.
- 자명 자리 {\displaystyle |\cdot |_{0}}
- 소수 {\displaystyle p}에 대하여, {\displaystyle p}진 자리 {\displaystyle |\cdot |_{p}}
- 하나의 실 무한 자리 {\displaystyle |\cdot |_{\infty }}

겔판트-토른하임 정리(Гельфанд-Tornheim定理, 영어: Gelfand–Tornheim theorem)에 따르면, 아르키메데스 절댓값을 갖는 임의의 체는 복소수체의 부분체이며, 아르키메데스 절댓값은 이 복소 매장에 의하여 유도되는 절댓값과 동치이다.
대수적 수체 {\displaystyle K}의 대수적 정수환은 모든 비아르키메데스 절댓값들에 대한 완비화들의 정수환들의 교집합이다.:192

## 역사
퀴르샤크 요제프가 1913년에 도입하였다.

## 참고 문헌
1. ↑  Neukirch, Jürgen (1999). 《Algebraic number theory》. Grundlehren der mathematischen Wissenschaften (영어) 322. Norbert Schappacher 역. Springer. doi:10.1007/978-3-662-03983-0. ISBN 978-3-540-65399-8. ISSN 0072-7830. MR 1697859. Zbl 0956.11021.
2. ↑  Cassels, J.W.S. (1986). 《Local fields》. London Mathematical Society Student Texts (영어) 3. Cambridge University Press. ISBN 0-521-31525-5. Zbl 0595.12006.
3. ↑  Kürschák, Josef (1913). “Über Limesbildung und allgemeine Körpertheorie”. 《Journal für die reine und angewandte Mathematik》 (독일어) 142: 211–253. doi:10.1515/crll.1913.142.211. JFM 44.0239.01.